# Uncharted

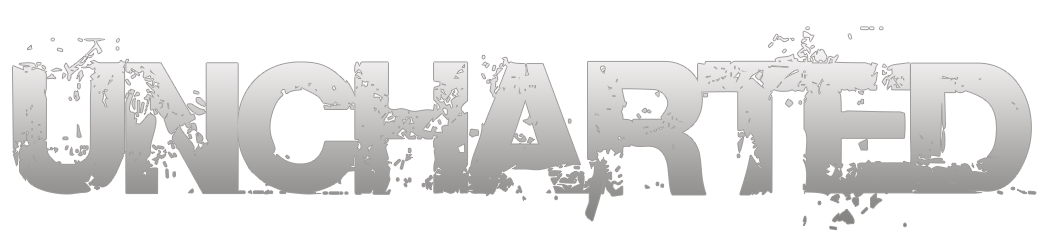
Logo ufficiale della serie Uncharted

Uncharted è una serie di videogiochi action-adventure sviluppati da Naughty Dog e pubblicati da Sony a partire dal 2007 per le console PlayStation.
Al 2024 la serie conta quattro capitoli principali (Uncharted: Drake's Fortune, Uncharted 2: Il covo dei ladri, Uncharted 3: L'inganno di Drake e Uncharted 4: Fine di un ladro) e due spin-off (Uncharted: L'abisso d'oro e Uncharted: L'eredità perduta).

## Videogiochi

### Capitoli principali
| Titolo                          | Data di uscita                                   | Piattaforma                                     |
| ------------------------------- | ------------------------------------------------ | ----------------------------------------------- |
| Uncharted: Drake's Fortune      | 19 novembre 2007 6 dicembre 2007 7 dicembre 2007 | PlayStation 3, PlayStation 4                    |
| Uncharted 2: Il covo dei ladri  | 13 ottobre 2009 15 ottobre 2009 16 ottobre 2009  | PlayStation 3, PlayStation 4                    |
| Uncharted 3: L'inganno di Drake | 1º novembre 2011 2 novembre 2011                 | PlayStation 3, PlayStation 4                    |
| Uncharted 4: Fine di un ladro   | 10 maggio 2016                                   | PlayStation 4, PlayStation 5, Microsoft Windows |

Uncharted: Drake's Fortune
Il videogioco narra le vicende di Nathan Drake, discendente di Francis Drake, che cerca di trovare il tesoro perduto di El Dorado con l'aiuto del suo amico Victor Sullivan e della giornalista Elena Fisher.
Uncharted 2: Il covo dei ladri
Il videogioco narra la ricerca da parte di Nathan Drake della mitica Śambhala tra le montagne dell'Himalaya.
Uncharted 3: L'inganno di Drake
Il videogioco narra la ricerca da parte di Nathan Drake della mitica Ubar tra le dune del deserto siriano.
Uncharted 4: Fine di un ladro
Il videogioco narra la ricerca da parte di Nathan Drake e suo fratello Samuel Drake del tesoro perduto di Henry Avery in Madagascar.

### Spin-off
| Titolo                       | Data                              | Piattaforma                                     |
| ---------------------------- | --------------------------------- | ----------------------------------------------- |
| Uncharted: L'abisso d'oro    | 17 dicembre 2011 22 febbraio 2012 | PlayStation Vita                                |
| Uncharted: L'eredità perduta | 22 agosto 2017 23 agosto 2017     | PlayStation 4, PlayStation 5, Microsoft Windows |

Uncharted: L'abisso d'oro
Il videogioco narra la ricerca da parte di Nathan Drake del tesoro perduto di Quivira sulla penisola di Panama.
Uncharted: L'eredità perduta
Il videogioco narra la ricerca da parte di Chloe Frazer della zanna di Ganesha tra le montagne dell'India.

## Altri media

### Fumetto
Neil Druckmann, vicepresidente della Naughty Dog, ha annunciato attraverso il PlayStation Blog lo sviluppo di Uncharted: Eye of Indra, un fumetto animato prequel di Uncharted: Drake's Fortune. Il fumetto avrà una nuova protagonista femminile di nome Rika Raja, sorella di Eddy Raja.

### Film
Dalla serie è stato tratto un film, uscito nelle sale cinematografiche statunitensi il 18 febbraio 2022 ed in quelle italiane dal 17 febbraio dello stesso anno.

### Libro
Uncharted: Il quarto labirinto (Uncharted: The Fourth Labyrinth), scritto da Christopher Golden, è il romanzo ufficiale del videogioco, che vede come protagonisti il cacciatore di tesori Nathan Drake, accompagnato dal fidato Victor Sullivan e altri nuovi personaggi sulle tracce di un misterioso labirinto.

## Personaggi

### Principali
Nathan Drake
È il protagonista della serie, un archeologo e cacciatore di tesori sempre affiancato dal suo mentore Victor Sullivan e dalla giornalista Elena Fisher. Nathan è un avventuriero particolare, che sembra essere più interessato al valore storico delle sue scoperte piuttosto che a quello materiale. È molto abile nel combattimento corpo a corpo, negli scontri a fuoco e nella scalata a mani nude; possiede inoltre una grande perspicacia che gli permette di risolvere diversi enigmi ambientali.
È doppiato in lingua originale da Nolan North e in italiano da Matteo Zanotti.
Victor Sullivan
Familiarmente chiamato Sully, è un vecchio amico, nonché mentore e figura paterna, di Nathan Drake. È un cacciatore di tesori e grande oratore, così come abile nella lotta e nelle sparatorie. A differenza di Nathan, è più interessato al valore monetario dei tesori in cui si imbatte; ciononostante, è un uomo affabile e amichevole, disposto ad aiutare i suoi amici in ogni situazione. Ha diversi debiti (anche "pesanti", come si evince da Uncharted: Drake's Fortune) ed un passato criminale. Sullivan si presenta con camicia a maniche corte e pantaloni e mastica sempre il sigaro ovunque vada. Ha una personalità forte, burbera, ma gioviale. Sullivan è apparso come proprietario di un bar in una zona particolare del PlayStation Home.
In Uncharted: Drake's Fortune Sullivan fa la sua comparsa alla guida di un piccolo aeroplano, accorrendo in aiuto di Drake e della giornalista Elena Fisher, attaccati dai pirati. Grazie ad un diario trovato nella bara di Sir Francis Drake, Sullivan e Nate piantano in asso Elena e si addentrano nella foresta amazzonica in cerca di quella che credono essere la mitica città di El Dorado: solo quando raggiungono la sala grande di un tempio scoprono che El Dorado è in realtà un idolo d'oro.
I due seguono una pista e raggiungono un U-boat sull'orlo di una cascata. Mentre Drake è in cerca di indizi nel sottomarino, dei mercenari capitanati da Gabriel Roman prendono Sullivan in ostaggio: Sully deve a Roman un sacco di soldi e lo aveva contattato riferendogli di essere in cerca di qualcosa di grosso e quindi di dargli ancora un po' di tempo per sanare il suo debito. Roman spara a Sullivan e questi cade a terra, presumibilmente morto, mentre Drake scappa. Solo più tardi Drake scoprirà che Sullivan è vivo, costretto a lavorare per i mercenari nella ricerca del tesoro, ma fingendo di aiutarli sviando le loro ricerche, e lo salverà.
Quando Drake ritorna da un bunker costruito dalla Kriegsmarine informa Sully che l'idolo è maledetto e l'isola stessa ospita ancora le persone incorse nella maledizione. Una volta trovato l'idolo, i due si rendono conto che esso in realtà è un sarcofago al cui interno è custodita una mummia che rilascia delle "spore" nell'aria, rendendo chi le respira come i maledetti dell'isola. Roman cade vittima della "maledizione" e viene ucciso dal suo braccio destro Navarro, che ha intenzione di vendere questa scoperta come arma biologica al migliore offerente. Drake salva Elena, ostaggio dei mercenari, e riesce a sconfiggere Navarro, mentre Sullivan si ripresenta con una barca carica di piccoli tesori, pronto a portare via Drake ed Elena dall'isola maledetta.
In Uncharted 2: Il covo dei ladri, Sullivan fa la sua comparsa pagando la cauzione di Drake, rinchiuso in una prigione ad Istanbul. In seguito i due seguono le mosse del criminale di guerra Zoran Lazarevic nel Borneo. Dopo averne distrutto la base nella giungla, Sullivan non seguirà Drake nella ricerca della Pietra Cintamani e ricompare solo nelle ultime scene di gioco. Sullivan compare comunque come personaggio giocabile nella modalità multiplayer.
In Uncharted 3: L'inganno di Drake, il gioco inizia con Sullivan e Drake che camminano per Londra. Entrano in un bar per un incontro con Talbot (si scoprirà essere uno scagnozzo di Katherine Marlowe); Talbot vuole l'anello di Sir Francis Drake, appartenente a Nate e in cambio offre molto denaro. L'affare però si conclude male e Talbot va via con Marlowe (che aveva preso l'anello). Nei successivi due capitoli possiamo scoprire come Nathan e Sully si sono conosciuti e come hanno iniziato a lavorare insieme. Nate era un randagio delle strade che voleva recuperare l'anello di Francis Drake citato sopra, mentre Sully era un amico e forse spasimante di Marlowe. Dopo aver salvato il giovane Nate dagli uomini di Kate, Sully offre al suo nuovo amico di lavorare insieme a lui. Tornati al presente vedremo che Sully aiuterà Nate a trovare l'Atlantide del deserto in un'avventura che va dall'Inghilterra al temibile deserto del Rub Al'Khali. Alla fine Nathan, Elena e Victor partono in aereo alla volta di una vita serena e tranquilla.
In Uncharted 4: Fine di un ladro, Sullivan, tre anni dopo gli eventi di Uncharted 3, si è ritirato, come Nate, dal mondo dei cacciatori dei tesori. Tuttavia ricompare il fratello, ritenuto morto quindici anni prima, di Nate, Sam. Sam racconta di aver bisogno di trovare il tesoro pirata di Henry Avery, che lui e il fratello avevano già cominciato a cercare anni prima, per pagare Hector Alcazar, un boss della droga, che, in cambio di averlo fatto evadere voleva la metà del tesoro entro tre mesi, altrimenti lo avrebbe ucciso. Nate, volendo salvare il fratello, decide di avventurarsi in un un'ultima avventura e chiede anche l'aiuto di Sully. Sullivan compare per la prima volta alla casa d'aste in Italia, dove lui, Nate e Sam dovevano recuperare la croce di San Disma, oggetto fondamentale per rintracciare la posizione del tesoro. All'asta Victor incontra anche Nadine, una sua vecchia conoscente e a capo di un gruppo di mercenari, la Shoreline, e Rafe Adler, un milionario che si era messo in società anni prima con Nate e Sam, proprio per trovare lo stesso tesoro. Dopo che i tre riescono a rubare la croce, capiscono che il prossimo indizio si trova in Scozia e vi si recano con l'aereo di Sullivan. Tuttavia Sully preferisce rimanere nell'aereo perché si considera troppo anziano per arrampicarsi e sparare. Nate e Sam alla fine, dopo aver scoperto che il tesoro si trovava in Madagascar, scappano da Nadine e da Rafe e corrono verso l'aereo di Sully. I tre si recano in Madagascar e, dopo aver scoperto che il tesoro si trovava in un'isola al largo di King's Bay, poiché Rafe, volendo rintracciarli, aveva craccato i telefoni, Nate e Sully sono costretti a fuggire a bordo di una jeep e poi Nate, per salvare il fratello, continua l'inseguimento, lasciando Victor indietro. Victor poi abbandona l'avventura, dopo una discussione con Nate sulle sue responsabilità di marito (infatti, mentendo ad Elena per più di un mese, aveva mandato a repentaglio il suo matrimonio) gli viene ordinato da quest'ultimo di proteggere Elena. Victor ricompare verso la fine del gioco insieme ad Elena che porta sull'isola del tesoro, affinché possa aiutare il marito. Alla fine, Sully saluta Nate ed Elena e li lascia alla loro vita tranquilla, mentre si mette in società con Sam.
È doppiato in lingua originale da Richard McGonagle e in italiano da Giovanni Battezzato.
Elena Fisher
È una giornalista che segue Nathan Drake nel corso delle sue avventure. Sensibile ed estremamente leale, è un amante dell’avventura quasi quanto Nathan e Victor; inizialmente spericolata ed impulsiva, nel corso della serie diventa più cauta e meno avventata. È doppiata in lingua originale da Emily Rose e in italiano da Loretta Di Pisa.
Chloe Frazer
È una cacciatrice di tesori determinata ed esperta, sempre pronta ad aiutare Nathan Drake quando ha bisogno. È doppiata in lingua originale da Claudia Black e in italiano da Aglaia Zannetti.
Samuel Drake
È il fratello maggiore di Nathan Drake, anch'egli un abile cacciatore di tesori. Samuel "Sam" Drake, nato Samuel Morgan ha fatto il suo debutto nel quarto capitolo della serie, Uncharted 4: Fine di un ladro come deuteragonista assieme al fratello minore Nathan Drake, ed è ritornato in seguito anche in Uncharted: L'eredità perduta come tritagonista. Samuel ha passato metà della sua vita a rubare con, e senza, suo fratello minore Nathan. L'altra metà, invece, l'ha passata in diverse prigioni. Attualmente è pronto a tornare a fare quello che sa fare meglio. Sam è una risorsa molto importante per qualunque spedizione, basta essere sicuri di avere un ampio rifornimento di nicotina. Samuel Morgan è nato da Cassandra Morgan e padre ignoto nel 1971, ed è più vecchio di Nathan di cinque anni. Colin Thomas dichiara: "Mi è stato affidato il compito di creare Samuel Drake, dalla sua versione giovane alla sua versione attuale per tutta la produzione di Uncharted 4, così come numerose altre risorse. È stato un onore far parte di questo progetto e il compito di creare Sam mentre gioca un ruolo importante nella narrazione come fratello di Nathan Drake". È doppiato in lingua originale da Troy Baker e in italiano da Lorenzo Scattorin.

### Secondari
Cassandra Drake
È la figlia di Nathan Drake ed Elena Fisher. È doppiata in lingua originale da Kaitlyn Dever e in italiano da Deborah Morese.
Charlie Cutter
È un cacciatore di tesori che lavora per Marlowe. Appare per la prima volta in Uncharted 3: L'inganno di Drake all'interno di un bar, dove Nathan e Sullivan si dirigono per fare uno scambio con un criminale di nome Talbot. Charlie blocca la fuga a Nathan e Sully, sparandoli ed apparentemente uccidendoli. Successivamente si scopre che Charlie è un vecchio amico di Nathan e Sullivan, e quindi un loro collaboratore. Troverà insieme ai due il covo di Marlowe, per poi andare in Siria insieme a Chloe per prendere la metà di un doblone. Ricongiungendosi con Nate e Sully, i quali arrivano anch'essi in Siria con il timore che i criminali possano aver teso un'imboscata anche a lui e Chloe, Cutter viene drogato da Talbot con lo scopo di metterlo contro Nathan. Fortunatamente riesce a guarire immediatamente. Alla fuga però, Charlie si rompe una gamba e quindi impossibilitato a continuare, abbandona l'avventura confidando a Nathan che quest'ultimo potrà trovare ciò che cerca. È doppiato in lingua originale da Graham McTavish e in italiano da Claudio Moneta.
Marisa Chase
È la coprotagonista di Uncharted: L'abisso d'oro. È doppiata da Christine Lakin in lingua originale.
Nadine Ross
È una mercenaria a capo della Shoreline. In Uncharted: L'eredità perduta viene invece assoldata da Chloe per ritrovare la Zanna di Ganesha. È doppiata da Laura Bailey in lingua originale e da Gea Riva in italiano.
Tenzin
È un agricoltore abitante del Tibet, che aiuterà Nathan nel corso dell'avventura, stringendo con lui un fortissimo rapporto d'amicizia. Tenzin appare nel secondo capitolo dove fa la sua prima comparsa soccorrendo Nathan Drake in fin di vita nell'incidente con il treno, guarendolo dalle ferite mortali che aveva il protagonista. Successivamente Tenzin conduce Nathan da Schafer, capo del villaggio, il quale manda il duo nelle montagne a fare una spedizione. Si rende molto partecipe all'assedio da parte dei soldati di Lazarevic nel villaggio per poi ricongiungersi con la sua famiglia augurando a Nathan buona fortuna per la sua avventura. Riappare negli ultimi secondi del gioco, facendo una preghiera in tibetano per Schafer, morto precedentemente. Inoltre, ha curato le ferite mortali di Elena Fisher che, verso la fine del videogioco, viene colpita da una granata lanciata da Harry Flynn. È doppiato in lingua originale da Pema Dhondup.

### Antagonisti
Gabriel Roman
È il principale antagonista di Uncharted: Drake's Fortune. Muore nel penultimo capitolo del gioco, ucciso dal suo braccio destro Atoq Navarro dopo essersi trasformato in un Discendente. È doppiato da Simon Templeman in lingua originale e da Alberto Olivero in italiano.
Atoq Navarro
È il braccio destro di Roman nonché capo dei mercenari. Ingannerà il suo capo per poter vendere le spore di El Dorado come arma chimica. Muore nell'ultimo capitolo del gioco, ucciso da Nate che getta in acqua il rottame dell'elicottero al quale era legata una gamba di Navarro, facendolo affogare. È doppiato da Robin Atkin Downes in lingua originale e da Ivo De Palma in italiano.
Eddy Raja
È il capo dei pirati indonesiani al servizio di Roman. Dopo essere stato scaricato dai soci, verrà attaccato dai Discendenti e, dopo essersi temporaneamente alleato con Drake, verrà trascinato da questi nelle viscere dell'isola, morendo. È doppiato da James Sie in lingua originale e da Daniele Demma in italiano.
Zoran Lazarević
È il principale antagonista di Uncharted 2: Il covo dei ladri interessato alla Pietra Cintamani dell'antica città di Shambhala. Riuscirà a bere il liquido dell'Albero Della Vita, divenendo quasi invincibile. Dopo essere stato sconfitto da Nate, verrà massacrato dai Guardiani di Shambala poiché era troppo debole per opporre resistenza. È doppiato da Graham McTavish in lingua originale e da Dario Oppido in italiano.
Harry Flynn
È un cacciatore di tesori assetato di denaro e vecchia conoscenza di Drake con il quale in passato ha vissuto varie avventure. Appare in Uncharted 2: Il covo dei ladri dove contatta il vecchio amico per aiutarlo a prendere una lampada all'interno di un museo e Nathan, dopo un iniziale riluttanza, accetta l'incarico. Il duo verrà accompagnato da Chloe Frazer, un'altra cacciatrice di tesori vecchia fiamma di Nathan che ora ha una relazione con Flynn stesso. Il trio fa irruzione al museo, aggira le innumerevoli guardie e preleva la lampada ma, quando è giunto il momento di andarsene Harry abbandona Nathan braccandolo dalle guardie e se ne va, rivelando che per tutto il tempo ha collaborato con il cliente di Flynn. Chloe, ignara del tradimento di Harry, libera Nathan di prigione, luogo dove nel contempo è stato portato e, insieme a Sully, si dirige nel Borneo con lo scopo di riprendere l'avventura. Nei momenti successivi, Harry prende Chloe, la quale collaborava misteriosamente con Nathan e fa precipitare il treno dove il vecchio amico si trovava, intenzionato a salvare Chloe, provocandoli delle ferite mortali. Harry riappare negli ultimi minuti di gioco dove muore per via di una granata lasciata da Lazarevic, è l'antagonista secondario del secondo capitolo. È doppiato da Steve Valentine in lingua originale e da Dario Maria Dossena in italiano.
Katherine Marlowe
È la principale antagonista di Uncharted 3: L'inganno di Drake nonché vecchia conoscenza di Sully. Desidera impossessarsi in qualunque modo del vaso contenente le sostanze allucinogene per usarle a suo favore. Muore sprofondando nelle sabbie mobili quando Ubar sta iniziando a crollare, portando con sé l'anello di Francis Drake. È doppiata in italiano da Adele Pellegatta.
Talbot
È il braccio destro di Marlowe. Nonostante la sua esile corporatura, si dimostra molto agile, atletico e con una particolare abilità nel combattimento corpo a corpo. Muore ucciso da Nate che gli spara in testa mentre era in procinto di uccidere Sully, facendolo cadere nel vuoto. È doppiato da Robin Atkin Downes in lingua originale e da Federico Danti in italiano.
Rameses
È un moderno pirata al servizio di Marlowe e Talbot. Dopo essere stato ferito da Nate, si suiciderà cercando di ucciderlo inondando la nave. È doppiato da Sayed Badreya in lingua originale e da Luca Sandri in italiano.
Rafe Adler
È il principale antagonista di Uncharted 4: Fine di un ladro vecchio aiutante di Nate e Sam. Vuole tenere il tesoro di Avery tutto per sé e si avvale della Shoreline di Nadine per la ricerca. Muore nell'ultimo capitolo del gioco, ucciso da Nate che gli fa crollare addosso una rete piena d'oro. È doppiato da Warren Kole in lingua originale e da Francesco Mei in italiano.

## Critica

### Vendite
La serie ha infranto diversi record di vendite. Il primo riconoscimento è stato l'ottenimento dell'etichetta PlayStation Platinum, avendo venduto oltre 2,6 milioni di copie vendute in tutto il mondo. Uncharted 2 è stato il gioco più venduto nel mese della sua uscita, e i giochi combinati hanno venduto oltre 13 milioni di copie entro il 2011. Le vendite di Uncharted 3 sono state oltre il doppio rispetto a quelle del suo predecessore secondo quanto affermato dal direttore del marketing di Naughty Dog, Asad Quizilbash, secondo cui hanno superato di molto le aspettative, e alla fine il gioco ha contribuito a portare la serie Uncharted a oltre 17 milioni di copie vendute in tutto il mondo. Prima della pubblicazione del quarto titolo principale, Sony ha rivelato che la serie Uncharted aveva venduto oltre 28 milioni di copie in tutto il mondo.
Uncharted 4 è la versione più venduta della serie fino ad oggi, con oltre 8 milioni di copie vendute nel 2016, e oltre 16 milioni di copie entro maggio 2019, rendendolo uno dei giochi PlayStation 4 più venduti di tutti i tempi. Le vendite maturate, incluse nel pacchetto di espansione dE L'eredità perduta, in un panel di dicembre 2017 per celebrare il decimo anniversario della serie durante l'evento PlayStation Experience, hanno rivelato che la serie aveva venduto 41,7 milioni di unità a livello globale.

### Riconoscimenti
Uncharted: Drake's Fortune è stato premiato nella categoria PS3 Game of the Year da IGN.
Uncharted 2: Il covo dei ladri è stato il gioco ad aver vinto più premi nella categoria Game of the Year nel 2009.
Uncharted 3: L'inganno di Drake è stato tra i giochi più premiati, nel 2011, nella categoria Game of the Year.
Uncharted 4: Fine di un ladro è stato il gioco ad aver vinto più premi nella categoria Game of the Year nel 2016. Metacritic ha inserito il gioco tra i migliori videogiochi del decennio 2010-2019.